# Asociace hudebních festivalů ČR
Asociace hudebních festivalů ČR vznikla v roce 1996.
Asociace sdružuje 18 velkých festivalů klasické hudby, které se konají na území České republiky. Jejím cílem je sdružování pořadatelů festivalů, vytváření kolegiálních vztahů a vzájemná profesionální pomoc mezi svými členy. Prezidentem asociace je Jaromír Boháč z Mezinárodního hudebního festivalu Český Krumlov.

## Festivaly
- Mezinárodní hudební festival Janáčkův máj
- Mezinárodní hudební festival Pražské jaro
- Mezinárodní operní festival Smetanova Litomyšl
- Mezinárodní hudební festival Český Krumlov
- Mezinárodní hudební festival Janáčkovy Hukvaldy
- Mezinárodní varhanní festival Olomouc
- Festival uprostřed Evropy Mitte Europa
- Hudební festival Ludwiga van Beethovena v Teplicích
- Mezinárodní hudební festival Harmonia Moraviae
- Mezinárodní hudební festival České doteky hudby
- Mezinárodní hudební festival Petra Dvorského
- Hudební festival Antonína Dvořáka v Příbrami
- Mezinárodní hudební festival Dvořákova Praha
- Festival SMETANOVSKÉ DNY
- Pardubické hudební jaro
- České kulturní slavnosti
- Dvořákův festival
- JANÁČEK BRNO - mezinárodní divadelní a hudební festival